# Orco (fantasy)

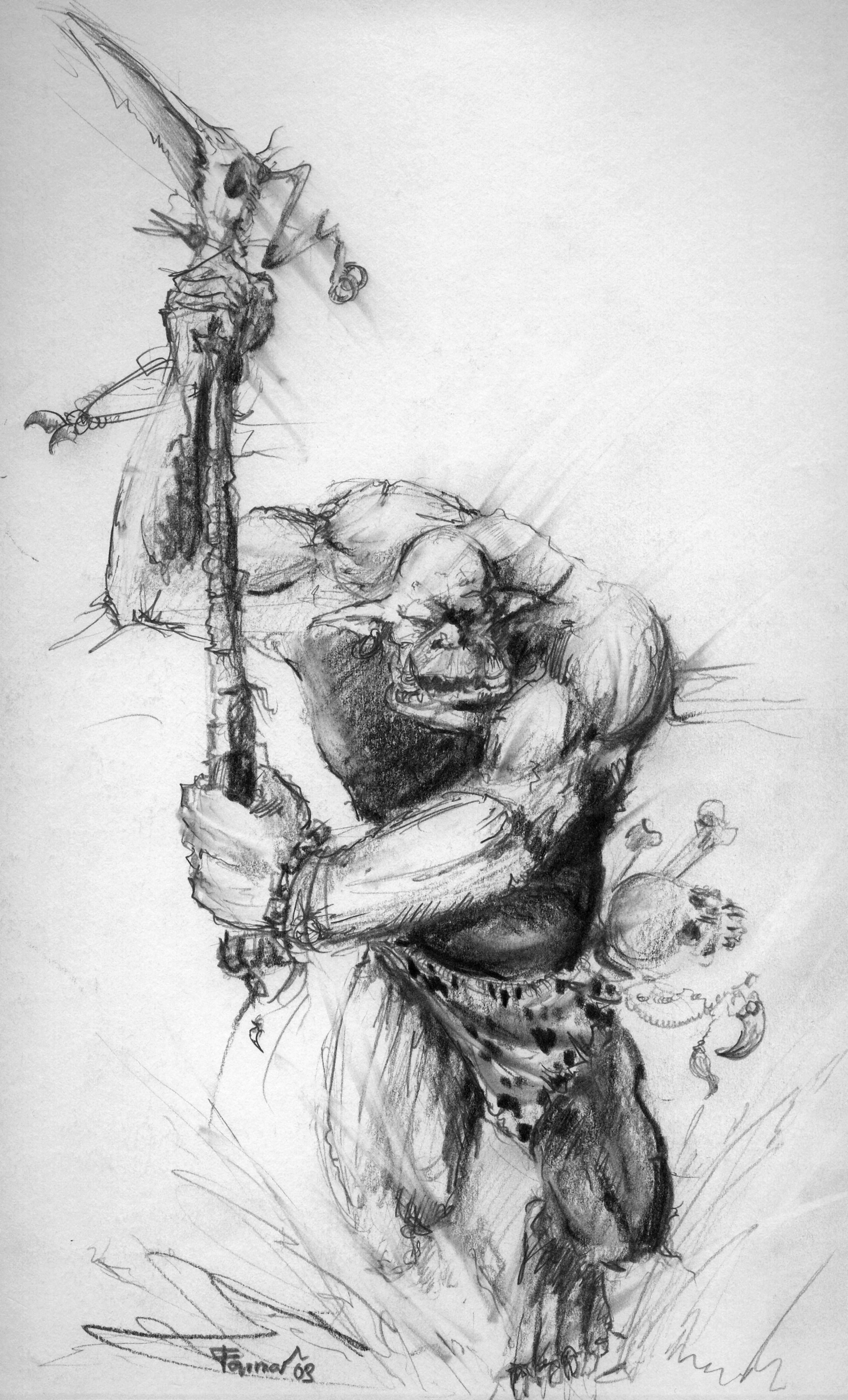
Una tipica rappresentazione fantasy di un orco

Nella letteratura fantastica gli orchi sono creature grottesche e deformi, dalla pelle verde, con connotazioni bestiali e non raramente demoniache. Gli esempi più celebri di orco della narrativa fantasy (ispirazione di molte altre varianti) sono quelli che compaiono nelle opere di J. R. R. Tolkien, ispirati agli orchi della mitologia germanica e in particolare a quelli del Beowulf. Nell'opera di Tolkien inoltre orc è usato come sinonimo di goblin.
Molte opere fantasy riprendono sostanzialmente il modello di Tolkien, altre si rifanno alla tradizione folcloristica degli orchi delle fiabe, ben diversi da quelli di Tolkien (in inglese infatti si usano due parole diverse per l'orco di Tolkien e del Beowulf, orc,  e per quello delle fiabe, ogre) e per riprodurre questa distinzione alcune traduzioni de Il Signore degli Anelli riportano come "orchetto" il termine usato da Tolkien.

## Gli orchi (orchetti) di Tolkien
Nei romanzi di Tolkien, gli orchi sono descritti come esseri antropomorfi, più bassi degli Uomini, orribilmente deformi e sudici. Hanno le gambe arcuate, forzuti ma impacciati. Sono creature malvagie e miserabili, capaci solo di distruggere. Gli orchi sono usati come "carne da battaglia" da entrambi i cattivi de Il Signore degli Anelli, Sauron e Saruman.
Ne Lo Hobbit, gli orchi sono chiamati goblin, sebbene Gandalf descriva le Montagne Grigie come infestate da "goblin e orchetti". All'epoca, Tolkien non aveva ancora deciso che "Lo Hobbit" fosse ambientato nella stessa Terra di Mezzo di cui aveva già scritto molto ne Il Silmarillion.

## Gli orchi in altre ambientazioni fantasy
Dopo la pubblicazione de Il Signore degli Anelli, creature chiamate "orchi" sono apparse in una quantità di opere della letteratura fantasy, nonché in film, giochi di ruolo, videogiochi e così via. Queste fonti spesso riprendono la figura generale degli orchi di Tolkien, oppure fanno riferimento anche agli orchi delle fiabe. Non raramente, queste opere distinguono goblin e orchi, pur descrivendoli come razze simili e talvolta imparentate. Simili legami di parentela (o di collaborazione) vengono talvolta stabiliti fra orchi e altre razze mitologiche simili, come i troll.
Vanno anche citati i casi di opere letterarie che descrivono razze o popoli chiaramente derivate dagli orchi di Tolkien, ma che vengono identificati con nomi e tratti fisici differenti, con lo scopo spesso evidentemente deliberato di non "riprodurre" troppo fedelmente l'immaginario tolkieniano. Possono essere visti in questa luce, per esempio, gli gnomi del ciclo di Shannara.

### Caratteristiche particolari
In molti casi, gli orchi nel genere fantasy hanno volti con tratti suini, sebbene questo elemento non appaia in alcun modo nelle opere di Tolkien né nella tradizione popolare europea. Questa caratterizzazione potrebbe derivare dall'associazione degli orchi con l'idea di "bestialità" e "volgarità", da un riferimento agli orchi dell'Orlando Furioso, o semplicemente dall'assonanza fra le parole inglesi orc e pork (maiale).
Altro elemento ricorrente negli orchi della fantasy, anche questo non derivabile dalla tradizione popolare né tolkieniana, è la pelle verde che caratterizza, tra gli altri, gli orchi di Warcraft e l'orco fiabesco moderno Shrek. La pelle degli orchi di Tolkien variava invece dal giallo pallido (come quella degli gnomi di Shannara) al nero. Alla pelle verde si associano tratti somatici molto grossolani e, anche questo molto frequentemente, canini sporgenti.
Infine, in molti casi le società degli orchi sono rappresentate come tribali. Anche questa idea si può ricondurre a Tolkien (in cui gli orchi appaiono spesso come soldati di un esercito, non membri di una società in senso stretto ma comunque membri di bande diverse che necessitano di adottare la lingua corrente per comunicare tra loro, vedi il capitolo finale delle due torri) ma non alla tradizione, che li vuole normalmente solitari.

### Narrativa

#### L'Ultimo Orco e Gli ultimi incantesimi
In questi due romanzi di Silvana De Mari, gli Orchi sono descritti come creature molto simili agli uomini, a volte addirittura belli, ma con differenti capacità. Gli Orchi infatti non sentono il dolore, sono capaci di vedere il futuro e sono eccellenti strateghi militari, ma fanno fatica ad esprimersi ed imparano molto tardi a parlare. Possono essere molto grossi, dai 2 metri in su, o di media grandezza; come caratteristica fisica comune hanno le mani molto corte e larghe, quadrate.

#### The Killing Spirit
Gli orchi ricoprono il ruolo di protagonisti nel romanzo fantasy The Killing Spirit di Sean-Michael Argo. Sebbene simili agli orchi di Tolkien (in particolare per quanto riguarda la tendenza alla crudeltà e alla brutalità) gli orchi di Argo sono rappresentati come creature intelligenti e capaci di usare la magia.

#### Orchi
In questa trilogia di romanzi dell'inglese Stan Nicholls, gli orchi sono guerrieri ovipari che combattono in battaglia come unità di marine. Sono inoltre i protagonisti, gli ultimi difensori di un mondo fatato aggredito e colonizzato dalla spietatezza degli umani, che hanno sterminato Elfi e Nani.

### Giochi e videogiochi

#### Dungeons & Dragons
Nel gioco di ruolo Dungeons & Dragons, gli orchi sono generalmente rappresentati come una variante quasi parodistica degli esseri umani: crudeli, brutali, primitivi e tribali; adorano il dio Gruumsh. Hanno la pelle verde, talvolta grigia o marrone.
Le prime versioni del gioco rappresentavano gli orchi con musi porcini; inoltre, erano descritti come esseri prolifici, dalla vita breve, strettamente correlati sia agli uomini che agli ogre e capaci di incrociarsi con entrambe le razze. Secondo un passaggio dal "Manuale dei Mostri" del gioco, "gli Orchi hanno la reputazione di essere crudeli, e lo meritano; ma gli uomini sono altrettanto capaci di malvagità".

##### Forgotten Realms
Nell'ambientazione Forgotten Realms per Dungeons & Dragons, gli orchi si dividono in orchi del nord (o orchi di montagna) e orchi dell'est. Nella storia del mondo di Forgotten Realms, gli orchi sono arrivati nel mondo di Mulhorand attraverso un portale aperto da un mago. Questa storia sembra essere servita da ispirazione per il videogioco Warcraft. Anche in questo caso gli orchi (in particolare quelli del nord) hanno una società tribale; la loro pelle è grigia.

##### Eberron
Nell'ambientazione Eberron gli orchi vengono presentati in una luce più positiva; sono inclini alla spiritualità e all'adorazione della natura, e depositari di arti druidiche (tutte caratteristiche più comunemente associate agli Elfi).

##### Mystara
Nell'ambientazione Mystara gli orchi, insieme ad orchetti, goblin ed altre razze simili, sono i discendenti di una razza primigenia (beastmen), soggetta a notevoli mutazioni tra una generazione e l'altra, creata dagli Immortali entropici, in cui venivano fatte reincarnare le anime degli esseri malvagi. Con il passare del tempo la razza originale si suddivise nelle varie razze di "umanoidi" che popolano l'ambientazione. A queste creature, rese interpretabili come PG, è stato dedicato un modulo di espansione intitolato Gli Orchetti di Thar dal nome di un re orchesco.

#### Earthdawn e Shadowrun
Nei giochi di ruolo Earthdawn e Shadowrun, gli orchi non sono necessariamente malvagi. Shadowrun, in particolare, ambientato in una Terra futura e trasformata da un drammatico cataclisma genetico, li descrive come discendenti degli esseri umani (o metaumani), e come appartenenti alla specie homo sapiens robustus. Crescono molto più rapidamente degli esseri umani, e sono più prolifici; ma la loro vita è altrettanto breve. Sono più forzuti degli uomini, ma anche (leggermente) meno intelligenti. In Earthdawn (una supposta terra passata di Shadowrun) gli orchi sono spesso discriminati ed in passato schiavizzati dalle altre razze, ma sono un popolo fiero e pieno di rabbia, dalla breve vita rispetto agli umani, e che cerca di vivere sempre 'ai limiti'. Il sogno di un orco di Earthdawn è di morire in un modo che lo faccia ricordare con ammirazione. Non sono malvagi, solo dotati di vitalità 'animale'.

### Warhammer

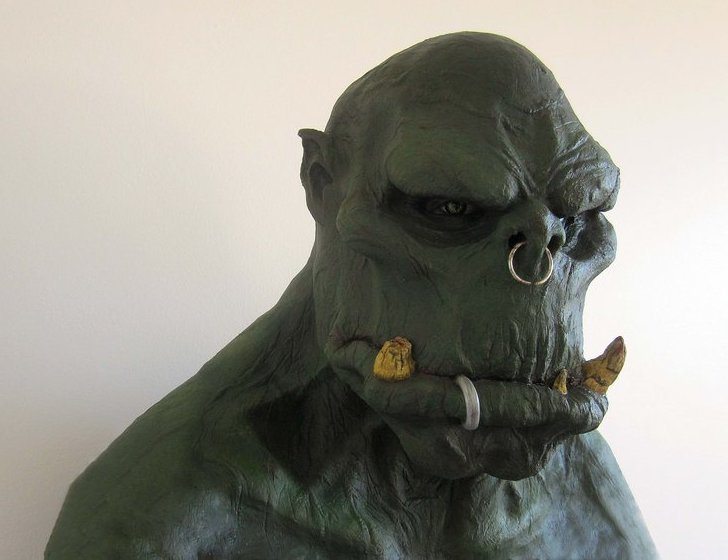
Un orco di Warhammer.

Gli orchi sono presenti in tutti i giochi della serie Warhammer, sia in quelli con la tradizionale ambientazione fantasy che nella versione fantascientifica del gioco, Warhammer 40000. Sono più alti e più robusti degli umani; hanno gambe corte e braccia lunghe, e grandi teste prive di collo. La loro pelle è verde e coriacea per alcuni, per altri ciò che li rende verdi è un fitto manto di peli.
Non sono molto intelligenti, ma possono essere astuti. Adorano due dei di nome Gork e Mork, e sono ossessionati dalla guerra, che costituisce il valore centrale della loro società. Tendono ad allearsi con i goblin, ma in genere questi ultimi tendono a concludere la loro alleanza nel ruolo di scudi umani, schiavi o addirittura cibo.

#### Confrontation
Nel gioco di miniature Confrontation gli orchi sono degli umanoidi dalla eccezionale forza fisica. Hanno la pelle verde. La specie è stata creata artificialmente e magicamente partendo dai Goblin allo scopo di ottenere dei guerrieri formidabili.
Sono descritti come pacifici ma fieri guerrieri che combattono per difendere la propria terra. La loro cultura è per certi aspetti simile a quella delle civiltà pre-colombiane del nord america.

### Warcraft

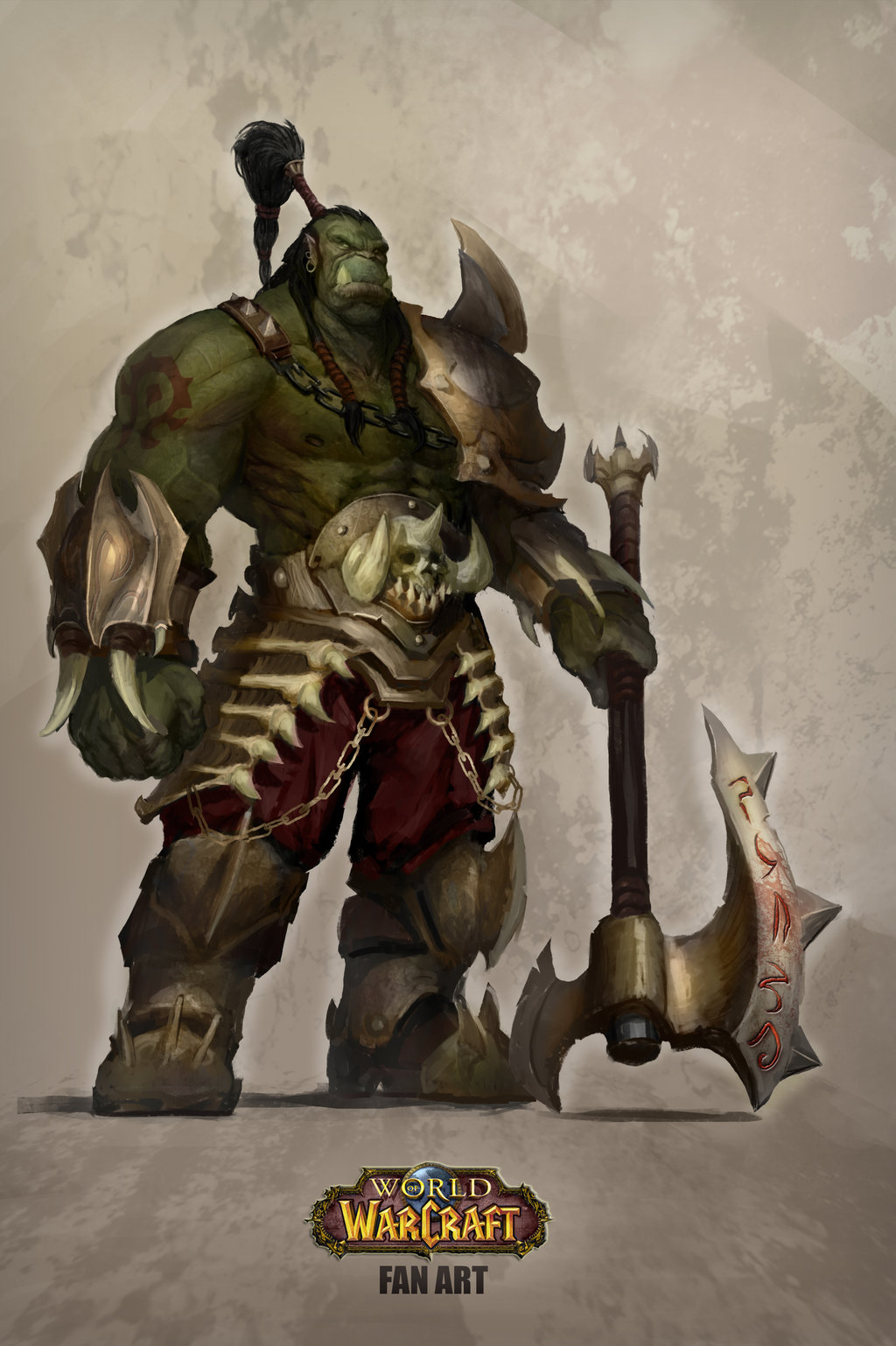
Orchi di Warcraft, illustrazione di Lucas Salcedo.

Nell'universo della serie di videogiochi di Warcraft (di cui sono probabilmente l'esempio più famoso di orco), gli orchi sono una nobile ma selvaggia razza giunta nel mondo di Azeroth dal remoto pianeta di Draenor attraverso un portale magico. Riuniti nell'Orda assieme a troll, tauren e altre razze, gli orchi di Warcraft sono in perenne conflitto con le razze dell'Alleanza (fra cui umani, alti elfi e nani).
Gli orchi di Warcraft si ispirano chiaramente alla tradizione di Dungeons & Dragons e Warhammer: sono più alti di un umano (circa 2m), molto robusti e con braccia muscolose, hanno larghi nasi e canini inferiori prominenti che diventano vere e proprie zanne. In origine la loro pelle era marrone, ma a causa del loro contatto con le energie demoniache (in particolare dopo l'ingerimento del sangue di Mannoroth) la pelle incominciò a cambiare nel classico colore verde. Difatti gli Orchi di Draenor sono identificabili dalla pelle marrone, quelli di Azeroth (o più comunemente quelli corrotti dalle energie demoniache) dalla pelle verde. Esistono altre due varianti di Orchi: quelli con la pelle griogioverde, nascostisi dalle rappresaglie dell'Alleanza nelle caverne nei pressi della catena montuosa di Blackrock e quelli con la pelle rossa, i cosiddetti "Fel Orc" (Vilorchi nella traduzione italiana del gioco). Questi orchi hanno la pelle rossa, escoriazioni simili a placche ossee che si sviluppano sugli arti e sulla schiena e canini molto più lunghi e affilati. I "Fel Orc" sono orchi che sono stati completamente corrotti dalle energie demoniache e si trovano soprattutto nelle Outland.
In Warcraft gli orchi, pur essendo di indole selvaggia e aggressiva, vengono rappresentati come un popolo fiero, orgoglioso e non malvagio. Sono una razza facilmente controllabile tramite le emozioni, difatti nella loro storia i demoni sono riusciti a corromperli, facendoli diventare i classici orchi terribili, violenti e crudeli. Tuttavia il giocatore quando sceglie di impersonare un orco gioca un personaggio eroico e buono quanto lo può essere un umano, un nano o un elfo.

### Final Fantasy XI
Nell'MMORPG Final Fantasy XI, gli orchi sono una razza tribale, creata dal dio Promathia al fine di dare guerra agli umani di Vana'diel. Come avviene per molti altri orchi di universi fantasy, sono brutali e selvaggi, e la loro cultura è incentrata sulla violenza.

### Utopia
Nel gioco strategico web-based Utopia, gli orchi sono una delle 8 razze disponibili. Sono una razza distruttiva, forti in battaglia ma deboli nella magia e nel furto. Essendo il gioco basato su testo, non esistono descrizioni visive degli orchi.

### La serie di Elder Scrolls
Nei videogiochi della serie di Elder Scrolls, gli orchi sono creature barbariche, quasi bestiali, caratterizzati da un coraggio insuperabile in battaglia e da una sovrumana resistenza alla fatica. Un tempo detestati, sono in seguito entrati a pieno titolo nelle Legioni dell'Impero, di cui costituiscono la prima linea. A dispetto del loro aspetto sono intelligenti, generosi e dotati di un grande senso dell'onore e dell'uguaglianza.

### Arcanum
Nel videogioco di ruolo Arcanum: Of Steamworks and Magick Obscura, caratterizzato da una peculiare ambientazione fantasy moderna, gli orchi sono discendenti dei primi esseri umani; sono barbarici, forti e coraggiosi, ma di vita breve. Dopo la Rivoluzione Industriale, molti di loro si sono trasferiti nelle città, dove sono soprattutto impiegati come operai. Sono considerati meno intelligenti degli umani, ma il gioco suggerisce che possa trattarsi di un fatto legato al loro ruolo marginale nella società e all'impossibilità di ricevere un'adeguata istruzione.

### Ragnarok Online
Nell'MMORPG Ragnarok Online, gli orchi sono una razza malvagia e ostile che talvolta attacca i giocatori. La loro pelle varia dal grigio al verde e sono più grossi degli umani. Esistono numerosi tipi di orchi (arcieri, guerrieri, eroi, zombie, e così via).

### Orkworld
Orkworld è un gioco di ruolo incentrato sulla figura degli orchi. La società degli orchi di Orkworld è matriarcale. In questa ambientazione, gli orchi si devono difendere dalle aggressioni dei crudeli umani, degli elfi e dei nani.

### Palladium Fantasy
Nel gioco di ruolo Palladium Fantasy, gli orchi seguono lo stereotipo dello stupido-ma-forte. Spesso sono asserviti da altre creature.

### Gothic
Nella serie di videogiochi Gothic, gli orchi ricoprono un ruolo fondamentale. La serie è incentrata sulla guerra tra gli orchi e l'impero di Re Rhobar II. In Gothic gli orchi sono delle creature provenienti dal Nord, abili guerrieri e fabbri che riescono a conquistare il regno di Myrthana, mettere in schiavitù gli abitanti e stringere dei patti con gli abitanti del deserto. Sono divisi in categorie (Esploratori/Guerrieri, Sciamani, Elite e Capi) e dimostrano di avere una buona intelligenza (possono commerciare e istruire il nostro personaggio). Hanno un forte senso patriarcale e nutrono profondo rispetto per i forti guerrieri di qualsiasi razza.

### Heroes of Might and Magic IV & V
In Heroes of Might and Magic IV, videogioco strategico a turni e quarto titolo della serie Heroes of Might and Magic, sono rappresentati come creature antropomorfe, dal viso simile al grugno di un cinghiale, del primo livello dell'allineamento Caos.
Nel quinto episodio della serie, invece, vengono introdotti con l'espansione "Tribes of the East" ma sono stati ripresi dallo spin-off "Dark Messiah of Might and Magic" (che ha ispirato tutta la nuova espansione), sempre con caratteristiche "cattive", ma onorevoli per quanto riguarda la guerra e nemici giurati dei Demoni almeno quanto i Negromanti, nonostante siano mezzi demoni e mezzi umani.

### Film
Gli orchi compaiono anche nei film di Shrek, Le Cronache di Narnia, Un ponte di Terabithia e il Signore degli Anelli.

## Creature analoghe
Numerose ambientazioni fantasy comprendono creature più o meno evidentemente ispirate agli orchi della Terra di Mezzo, ma identificate con nomi diversi. Nel ciclo di Shannara di Terry Brooks, per esempio, gli gnomi sono creature deformi e crudeli, dalla pelle giallastra, che costituiscono le vaste schiere dell'esercito del male. Nell'universo fantasy del gioco di ruolo Hârn, e nei giochi correlati creati da N. Robin Crossby, i Gargûn sono una razza di mostri chiaramente ispirati agli orchi della Terra di Mezzo. Sono esseri pelosi, bassi e brutali.
Al di fuori del contesto fantasy, lo stereotipo dell'orco tolkieniano si può presumibilmente considerare come uno dei modelli che hanno contribuito alla definizione della razza dei klingon nell'universo di Star Trek (soprattutto nella serie classica, in cui i klingon venivano rappresentati come esseri sostanzialmente malvagi e violenti).